# Matthias Behr
Matthias Behr (1 de abril de 1955) es un deportista alemán que compitió para la RFA en esgrima, especialista en la modalidad de florete.
Participó en tres Juegos Olímpicos de Verano, obteniendo en total cuatro medallas: oro en Montreal 1976, dos platas en Los Ángeles 1984 y plata en Seúl 1988. Ganó nueve medallas en el Campeonato Mundial de Esgrima entre los años 1973 y 1987.

## Palmarés internacional
| Juegos Olímpicos   | Juegos Olímpicos             | Juegos Olímpicos  | Juegos Olímpicos    |
| Año                | Lugar                        | Medalla           | Prueba              |
| ------------------ | ---------------------------- | ----------------- | ------------------- |
| 1976               | Montreal (Canadá)            | Medalla de oro    | Florete por equipos |
| 1984               | Los Ángeles (Estados Unidos) | Medalla de plata  | Florete individual  |
| 1984               | Los Ángeles (Estados Unidos) | Medalla de plata  | Florete por equipos |
| 1988               | Seúl (Corea del Sur)         | Medalla de plata  | Florete por equipos |
| Campeonato Mundial |                              |                   |                     |
| Año                | Lugar                        | Medalla           | Prueba              |
| 1973               | Gotemburgo (Suecia)          | Medalla de plata  | Florete por equipos |
| 1977               | Buenos Aires (Argentina)     | Medalla de oro    | Florete por equipos |
| 1979               | Melbourne (Australia)        | Medalla de bronce | Florete por equipos |
| 1981               | Clermont-Ferrand (Francia)   | Medalla de bronce | Florete por equipos |
| 1983               | Viena (Austria)              | Medalla de oro    | Florete por equipos |
| 1985               | Barcelona (España)           | Medalla de plata  | Florete por equipos |
| 1986               | Sofía (Bulgaria)             | Medalla de plata  | Florete por equipos |
| 1987               | Lausana (Suiza)              | Medalla de oro    | Florete por equipos |
| 1987               | Lausana (Suiza)              | Medalla de plata  | Florete individual  |